# El viaje de invierno (novela)
Le Voyage d'Hiver (El viaje de invierno) es la decimoctava novela de la escritora belga francófona Amélie Nothomb, publicada el 20 de agosto de 2009 por la Editorial Albin Michel.

## Sinopsis
«Il n'y a pas d'échec amoureux. C'est une contradiction dans les termes. Éprouver l'amour est déjà un tel triomphe que l'on pourrait se demander pourquoi l'on veut davantage».
«No hay fracaso amoroso. Es una contradicción en los términos. Sentir amor es ya tal triunfo que podríamos preguntarnos por qué queremos más».
A pesar de los intentos de Zoïle para deshacerse de la presencia cargante de la escritora autista Aliénor Malèze en la vida de Astrolabe, su agente y protectora, para vivir plenamente su amor por esta última, su fracaso sentimental deriva en un acto de terrorismo aéreo con el secuestro de un avión de Roissy con un casco de botella para estamparlo sobre la torre Eiffel...
El título hace referencia a Viaje de invierno de Franz Schubert: en la novela, Zoïle piensa en el ciclo de esta romanza para evitar tener miedo durante su acto.

## Comentarios
Como suele suceder con las novelas de Amélie Nothomb, tiene diferentes niveles de lectura: desde una historia de amor a un pasaje de la vida de la escritora. Zoïle representa la parte racional, humana de la autora; Alienor, su pasión por la lectura y Astrolable, esa cara exterior atrapada entre la razón de ser y la vida razonable. 
Como Ni d'Eve, ni d'Adam, es una novela muy íntima que relacionada con el oficio de escritor. La propia Nothomb ha reconocido que si la novela no es autobiográfica, está bastante inspirada en hechos reales.